# الپین (توافق سابق)، کالیفرنیا
الپین (توافق سابق)، کالیفرنیا (به انگلیسی: Alpine (former settlement), California) یک منطقهٔ مسکونی در ایالات متحده آمریکا است که در کالیفرنیا واقع شده‌است.

## خصوصیات
الپین ۵۸۶ متر بالاتر از سطح دریا واقع شده‌است.